# مسجد جامع هفت شویه

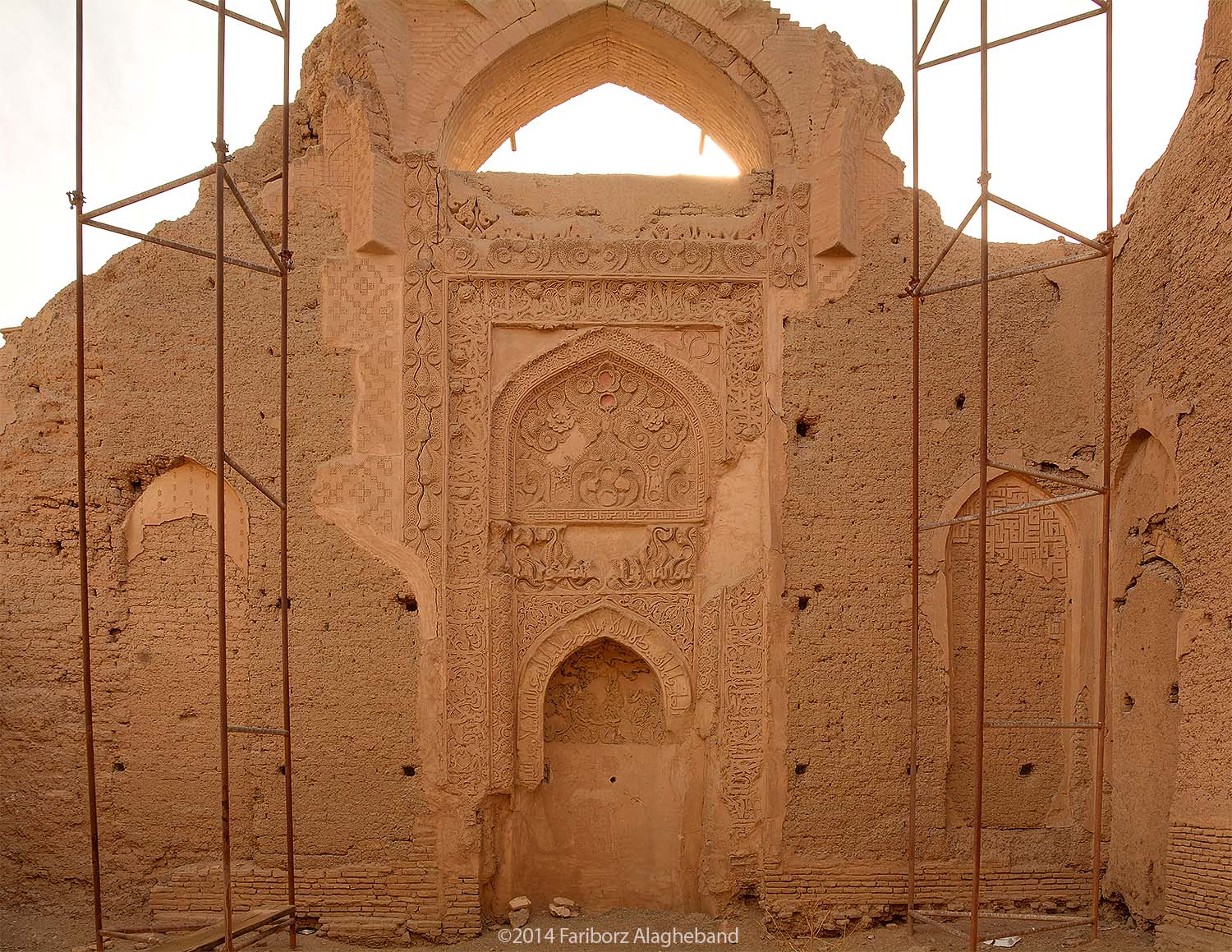

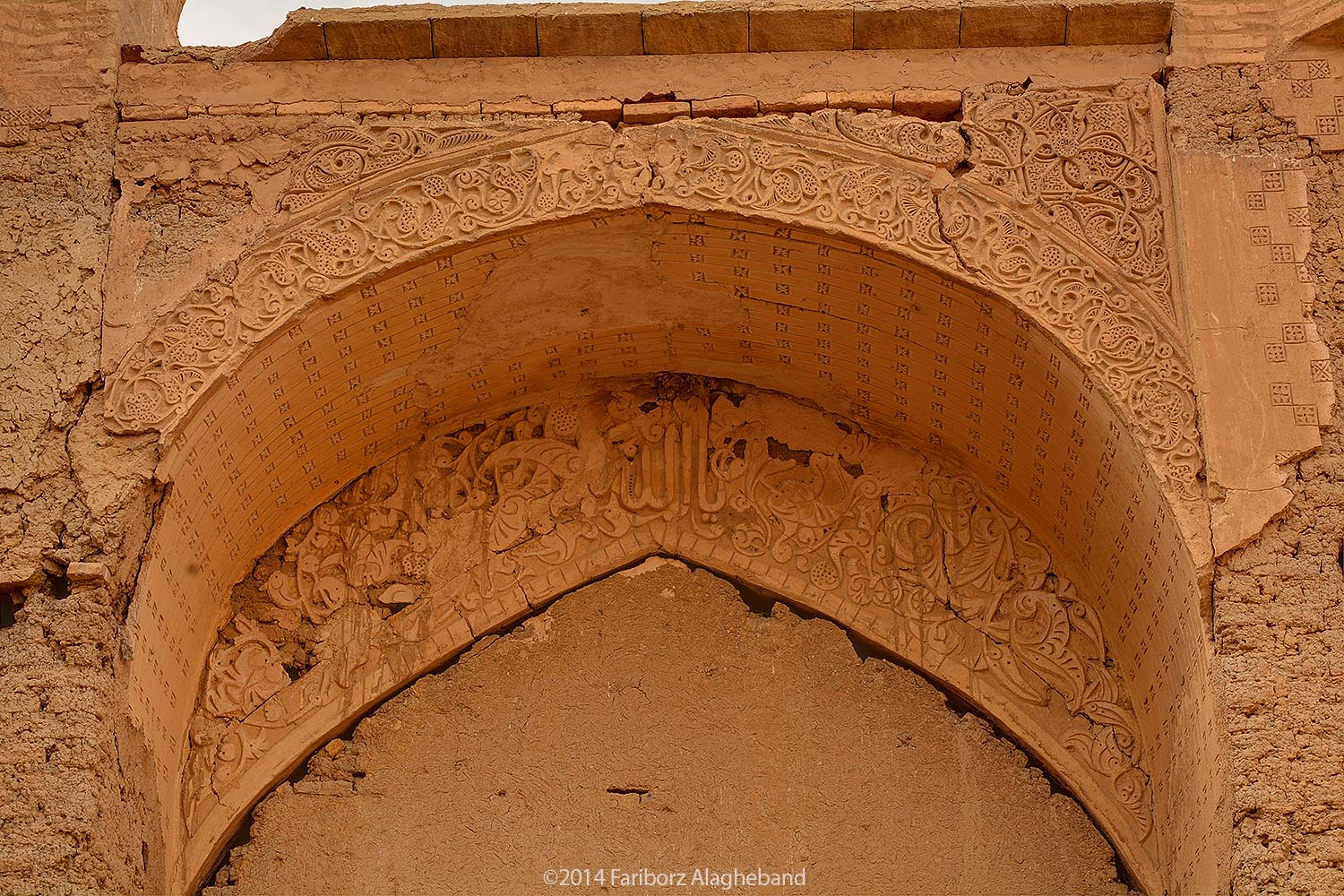

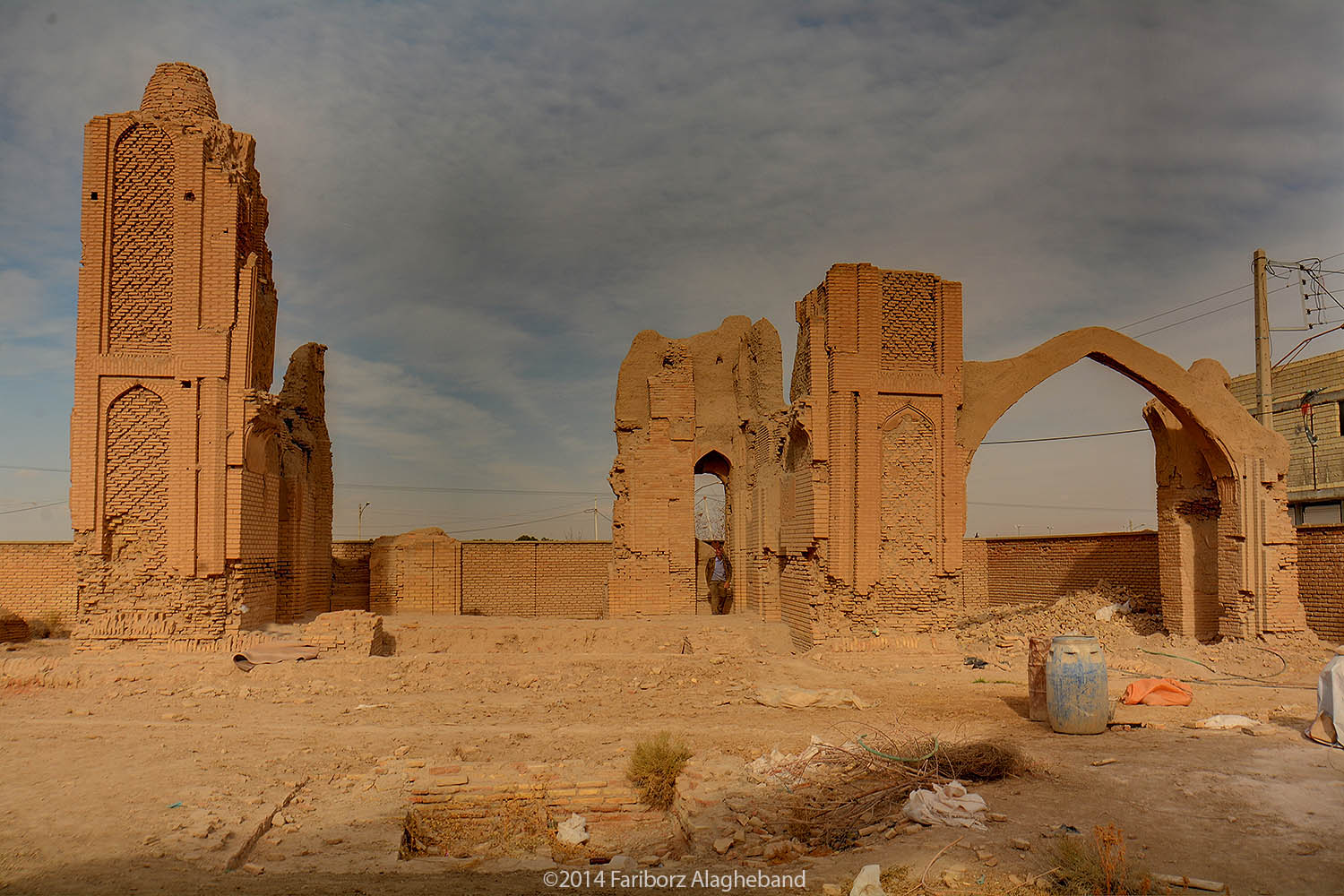

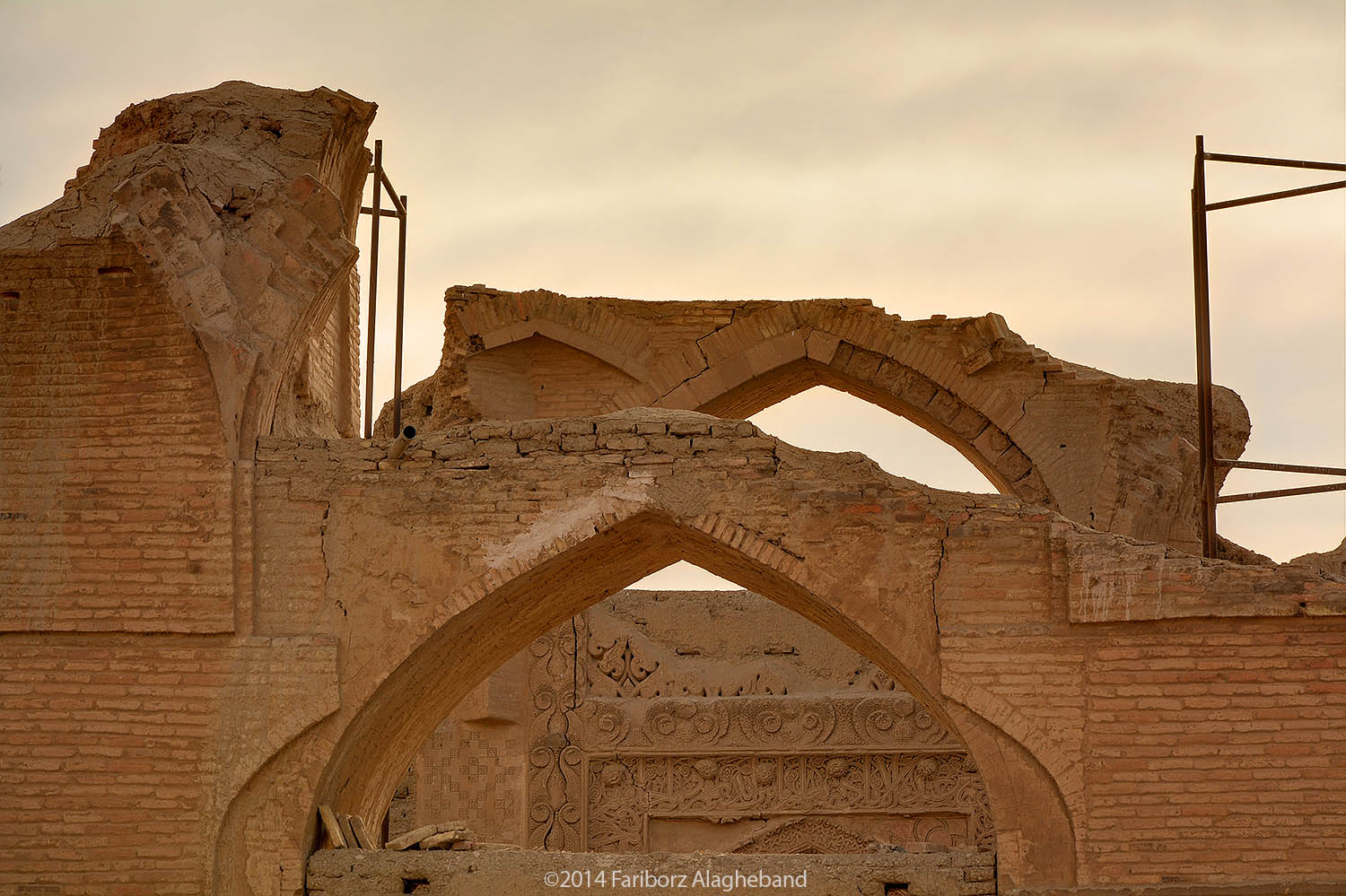

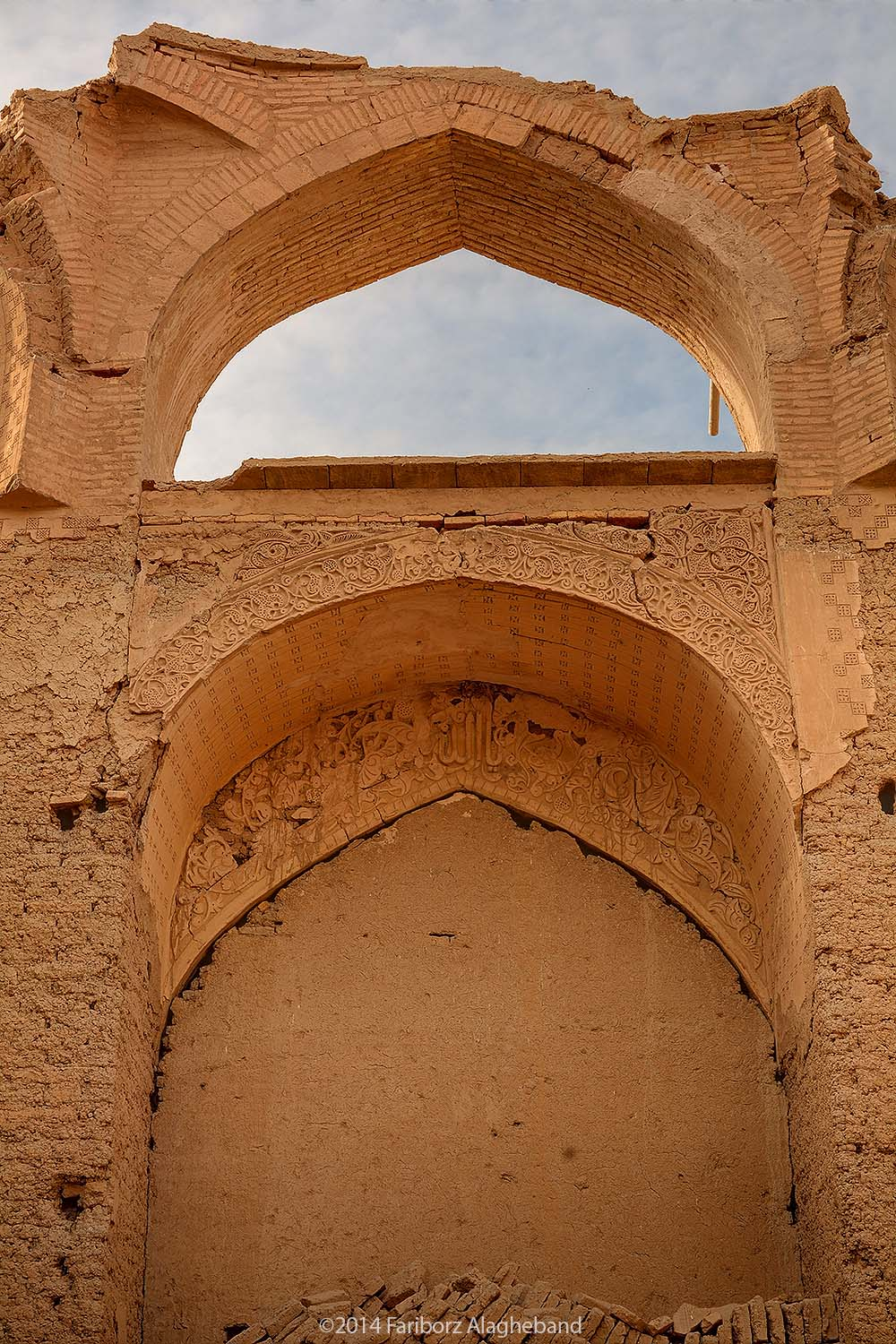

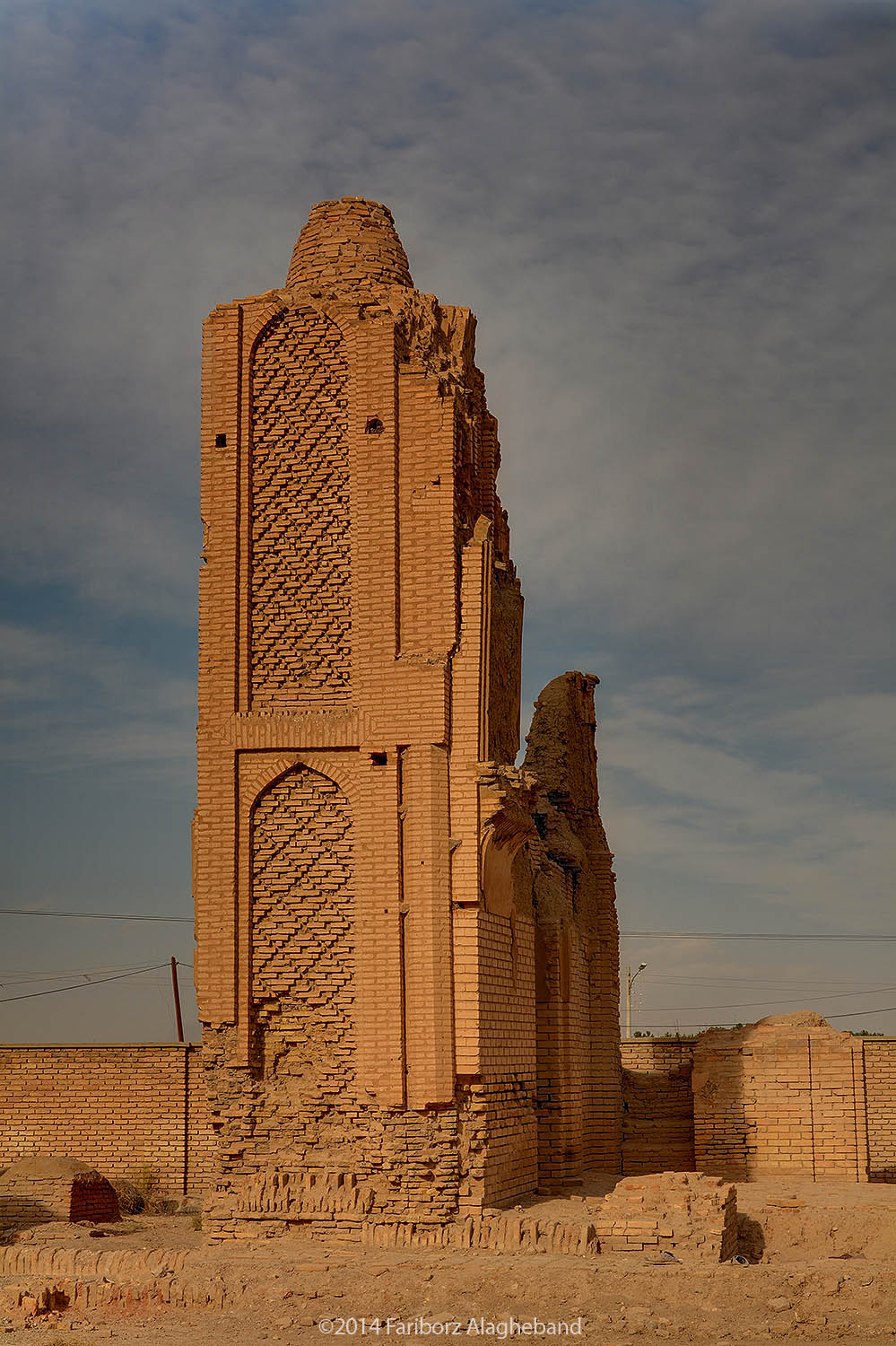

مسجد جامع هفت شویه مربوط به سدهٔ ۷ ه‍.ق است و در شهرستان اصفهان، روستای هفت شویه واقع شده و این اثر در تاریخ ۱۵ اسفند ۱۳۴۱ با شمارهٔ ثبت ۴۳۰ به‌عنوان یکی از آثار ملی ایران به ثبت رسیده‌است. این بنا متعلق به دورهٔ سلجوقی است که بخش عمدهٔ آن ویران شده‌است. گنبد مسجد هفشویه فروریخته و دیوارهایش آسیب بسیاری دیده‌است. مصالح ساختمانی اصلی این بنا خشت خام است، ولی در نمای بیرونی آن آجر نیز به کار رفته‌است. گچبری‌هایی روی محراب و ساقهٔ گنبد ناموجود مسجد هنوز باقی مانده است.